# Jouni Pellinen
Jouni Pellinen (ur. 11 maja 1983 w Imatra) – fiński narciarz dowolny specjalizujący się w skicrossie. W 2014 roku wystartował na igrzyskach olimpijskich w Soczi, gdzie był trzynasty. Wicemistrz świata w skicrossie, tytuł ten zdobył podczas mistrzostw świata w Deer Valley. Najlepsze wyniki w Pucharze Świata osiągnął w sezonie 2010/2011, kiedy to w klasyfikacji generalnej zajął 9. miejsce, a w klasyfikacji Skicrossu był trzeci. Wcześniej uprawiał narciarstwo alpejskie, jednak zrezygnował z tej dyscypliny z powodu słabych wyników.

## Osiągnięcia w narciarstwie dowolnym

### Igrzyska olimpijskie
| Miejsce | Dzień     | Rok  | Miejscowość | Konkurencja | Zwycięzca             |
| ------- | --------- | ---- | ----------- | ----------- | --------------------- |
| 13.     | 20 lutego | 2014 | Soczi       | Skicross    | Jean Frédéric Chapuis |

### Mistrzostwa świata
| Miejsce | Dzień       | Rok  | Miejscowość | Konkurencja | Zwycięzca             |
| ------- | ----------- | ---- | ----------- | ----------- | --------------------- |
| 16.     | 2 marca     | 2009 | Inawashiro  | Skicross    | Andreas Matt          |
| 2.      | 4 lutego    | 2011 | Deer Valley | Skicross    | Christopher Del Bosco |
| 4.      | 10 marca    | 2013 | Voss        | Skicross    | Jean Frédéric Chapuis |
| 19.     | 21 stycznia | 2015 | Kreischberg | Skicross    | Filip Flisar          |

### Puchar Świata

#### Miejsca w klasyfikacji generalnej
- sezon 2008/2009: 77.
- sezon 2009/2010: 77.
- sezon 2010/2011: 9.
- sezon 2011/2012: 43.
- sezon 2012/2013: 45.
- sezon 2013/2014: 60.
- sezon 2014/2015: 77.

#### Miejsca na podium w zawodach PŚ
1. Grindelwald – 3 marca 2011 (skicross) – 2. miejsce
2. Hasliberg – 6 marca 2011 (skicross) – 1. miejsce
3. Branäs – 3 marca 2012 (skicross) – 1. miejsce
4. Megève – 16 stycznia 2013 (skicross) – 2. miejsce

- W sumie (2 zwycięstwa, 2 drugie miejsca).

## Osiągnięcia w narciarstwie alpejskim

### Mistrzostwa świata
| Miejsce | Dzień     | Rok  | Miejscowość | Konkurencja     | Czas biegu | Strata | Zwycięzca          |
| ------- | --------- | ---- | ----------- | --------------- | ---------- | ------ | ------------------ |
| 33.     | 6 lutego  | 2007 | Åre         | Supergigant     | 1:14,30    | +1,82  | Patrick Staudacher |
| DNF     | 8 lutego  | 2007 | Åre         | Superkombinacja | 2:28,99    | -      | Daniel Albrecht    |
| 40.     | 11 lutego | 2007 | Åre         | Zjazd           | 1:44,68    | +4,27  | Aksel Lund Svindal |

### Puchar Świata

#### Miejsca w klasyfikacji generalnej
- sezon 2006/2007: 143.

#### Miejsca na podium w zawodach
Pellinen nigdy nie stanął na podium zawodów PŚ w narciarstwie alpejskim.